# Weiwang 306
Weiwang 306 — микровэн, выпускавшийся суббрендом Weiwang компании BAIC.

## Описание
Weiwang 306 — первая модель бренда Weiwang. Автомобиль оснащался 1,3-литровым рядным четырёхцилиндровым двигателем мощностью 81 л. с. и крутящим моментом 102 Н⋅м. Максимальный объём грузового отсека составляет 5,01 м3. Ценовой диапазон варьировался от 32300 до 40100 юаней.

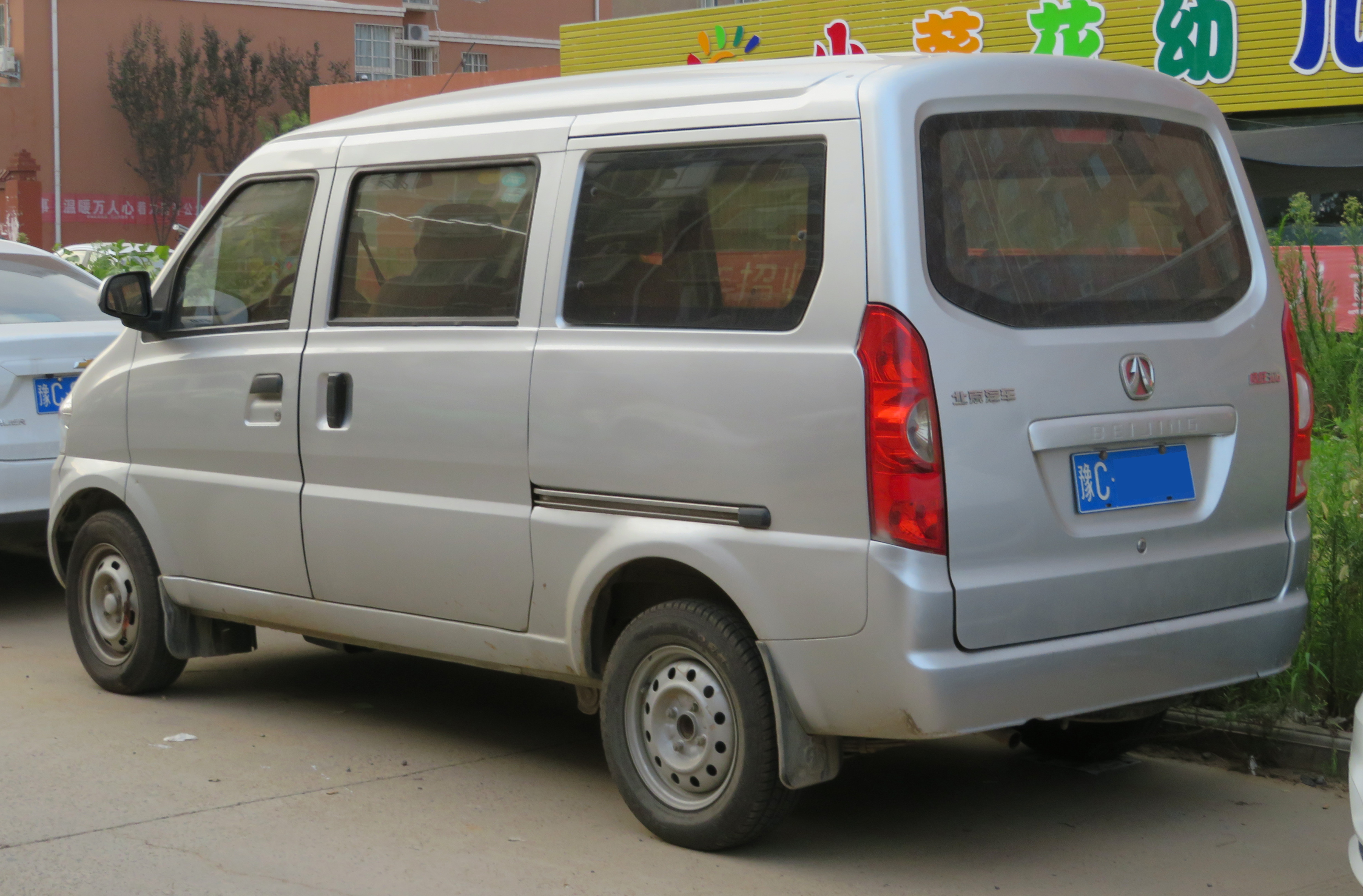
Вид сзади
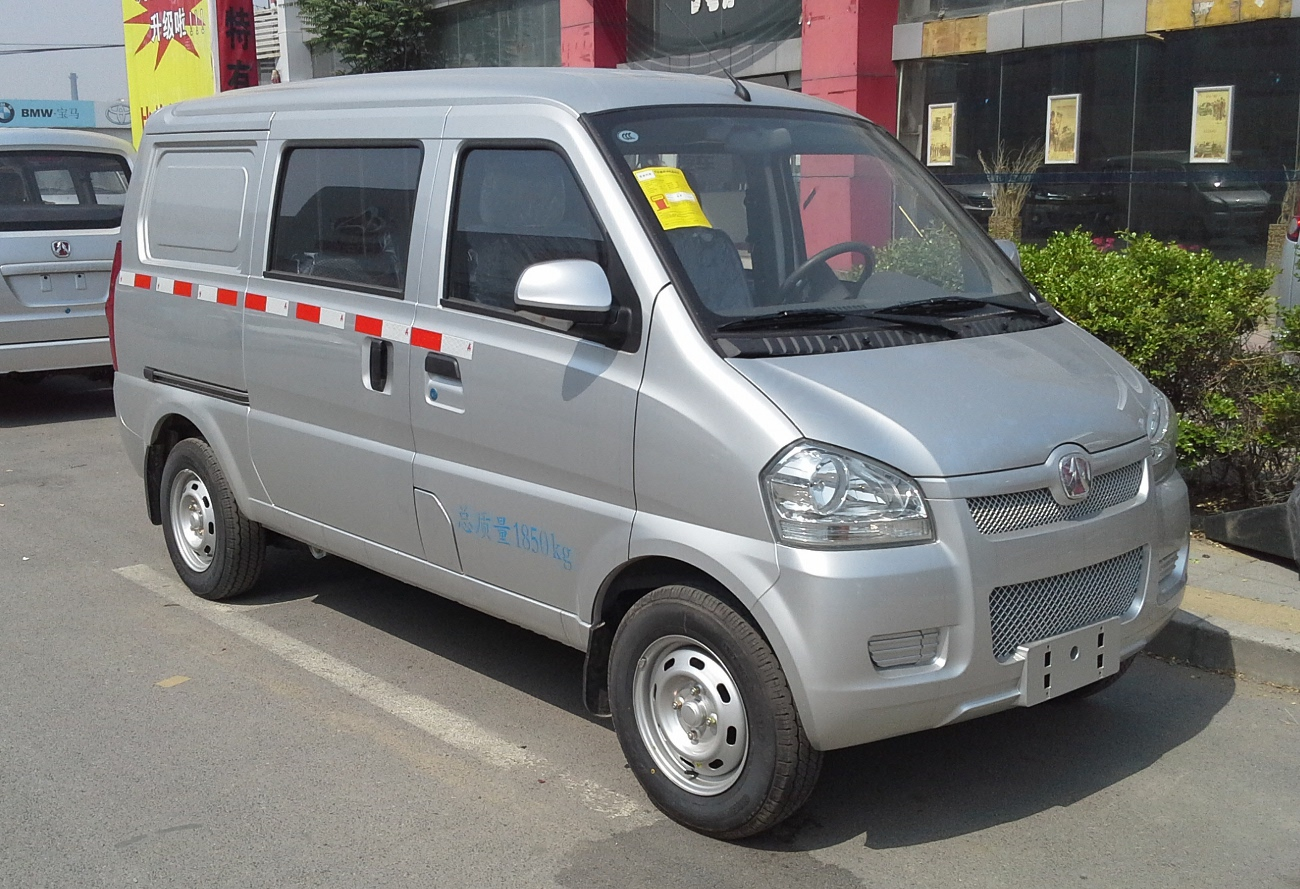
Вид спереди

## Weiwang 307
Weiwang 307 — удлинённая версия Weiwang 306.

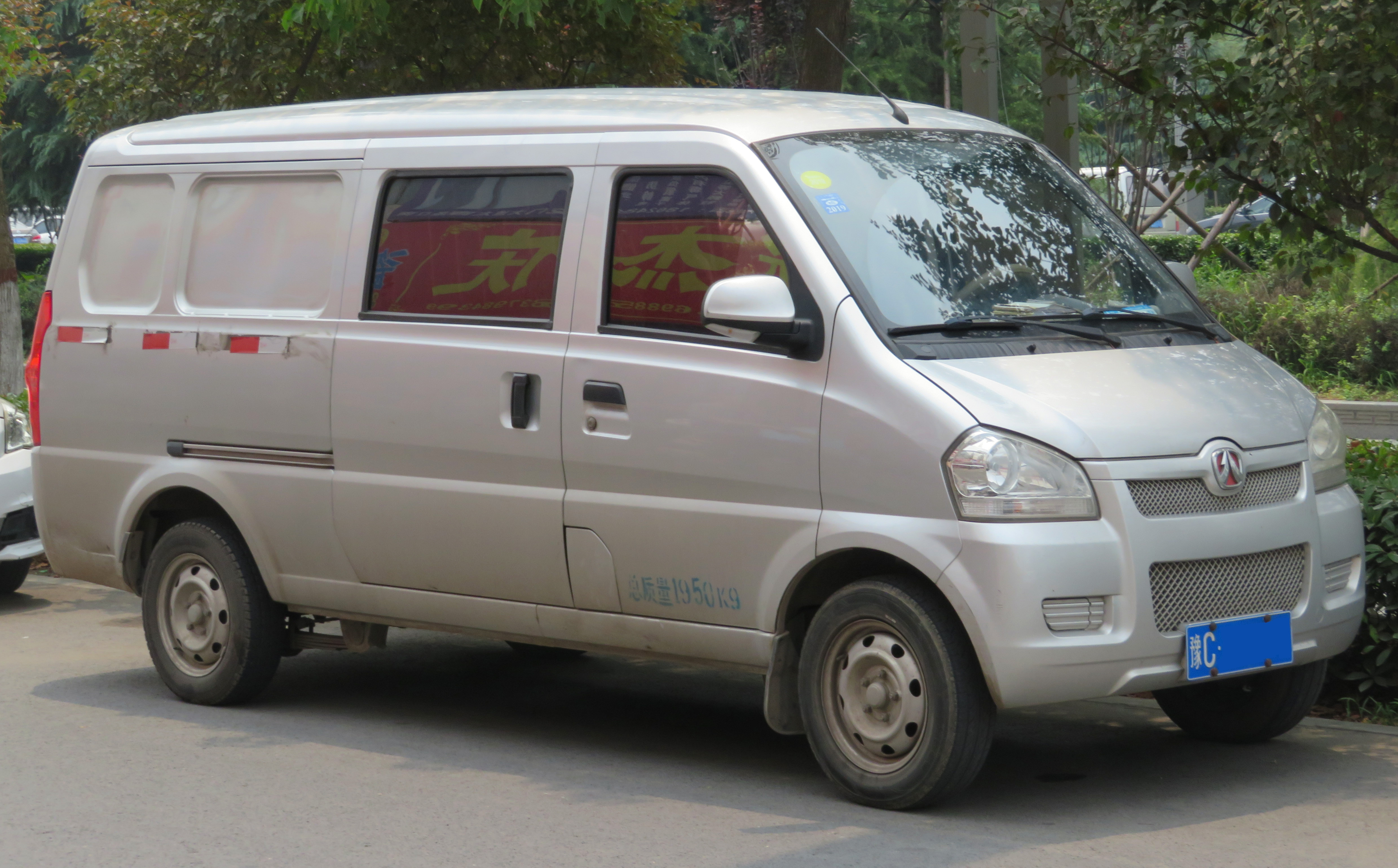
Вид спереди
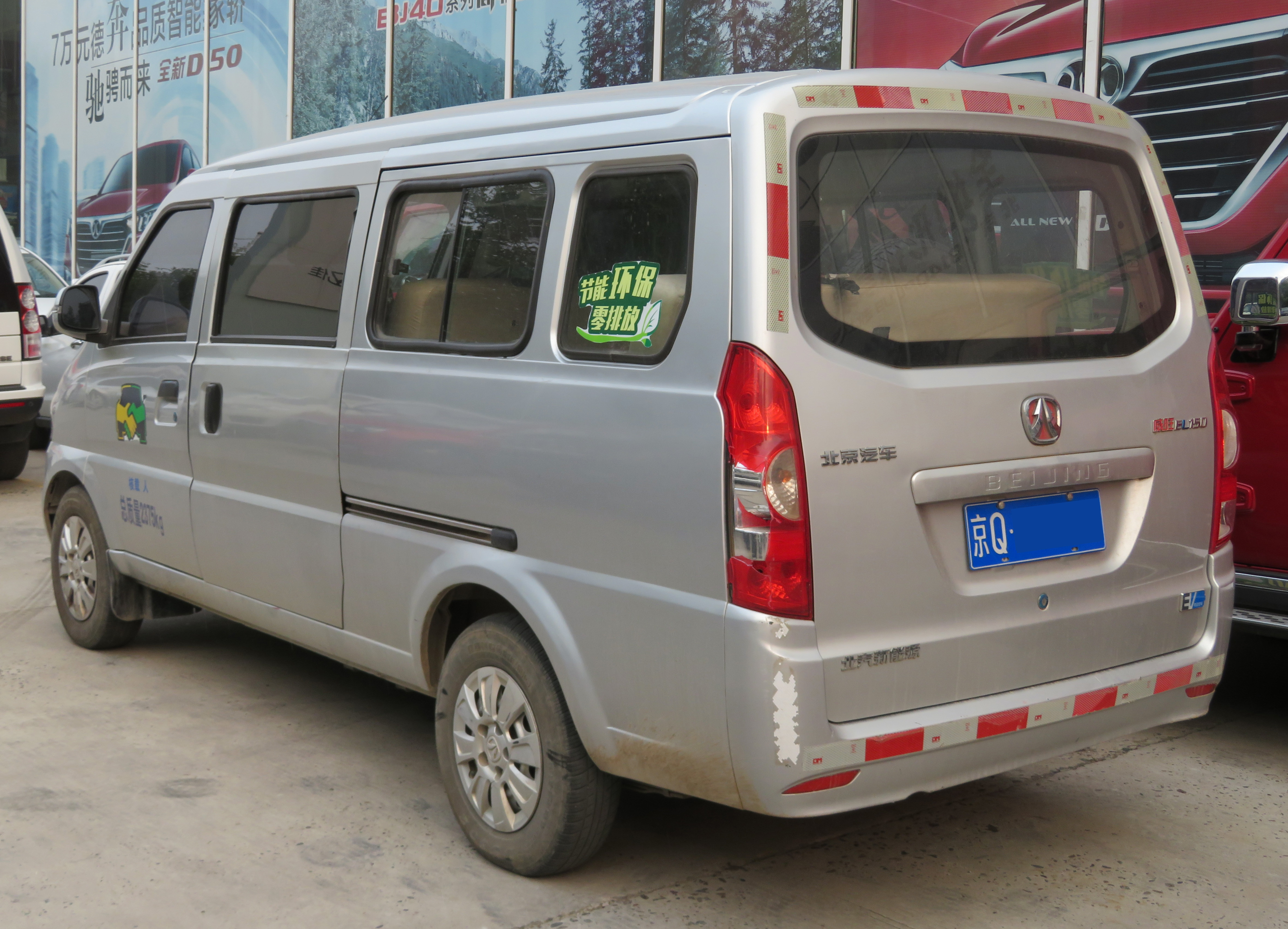
Вид сзади